# 粗棕竹
粗棕竹（学名：Rhapis robusta），为棕榈科棕竹属下的一个植物种。